# St Edmund Hall

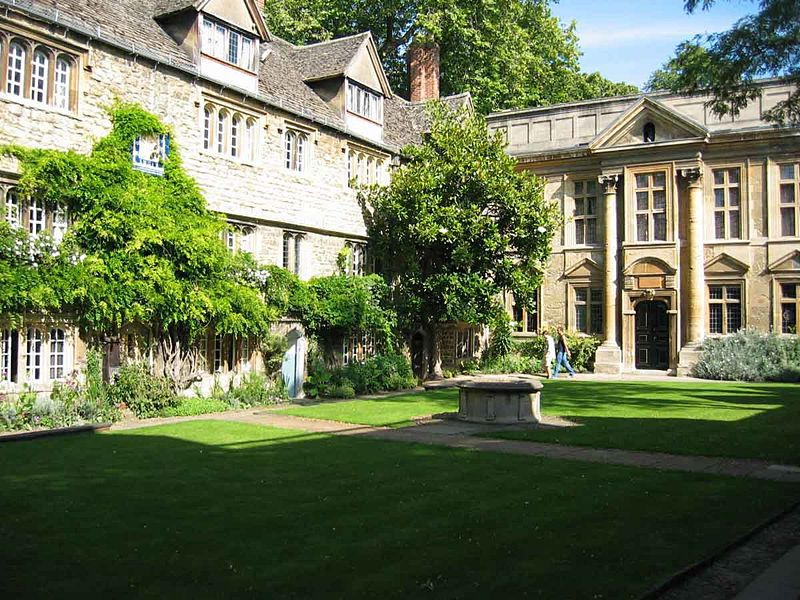
The Front Quad.

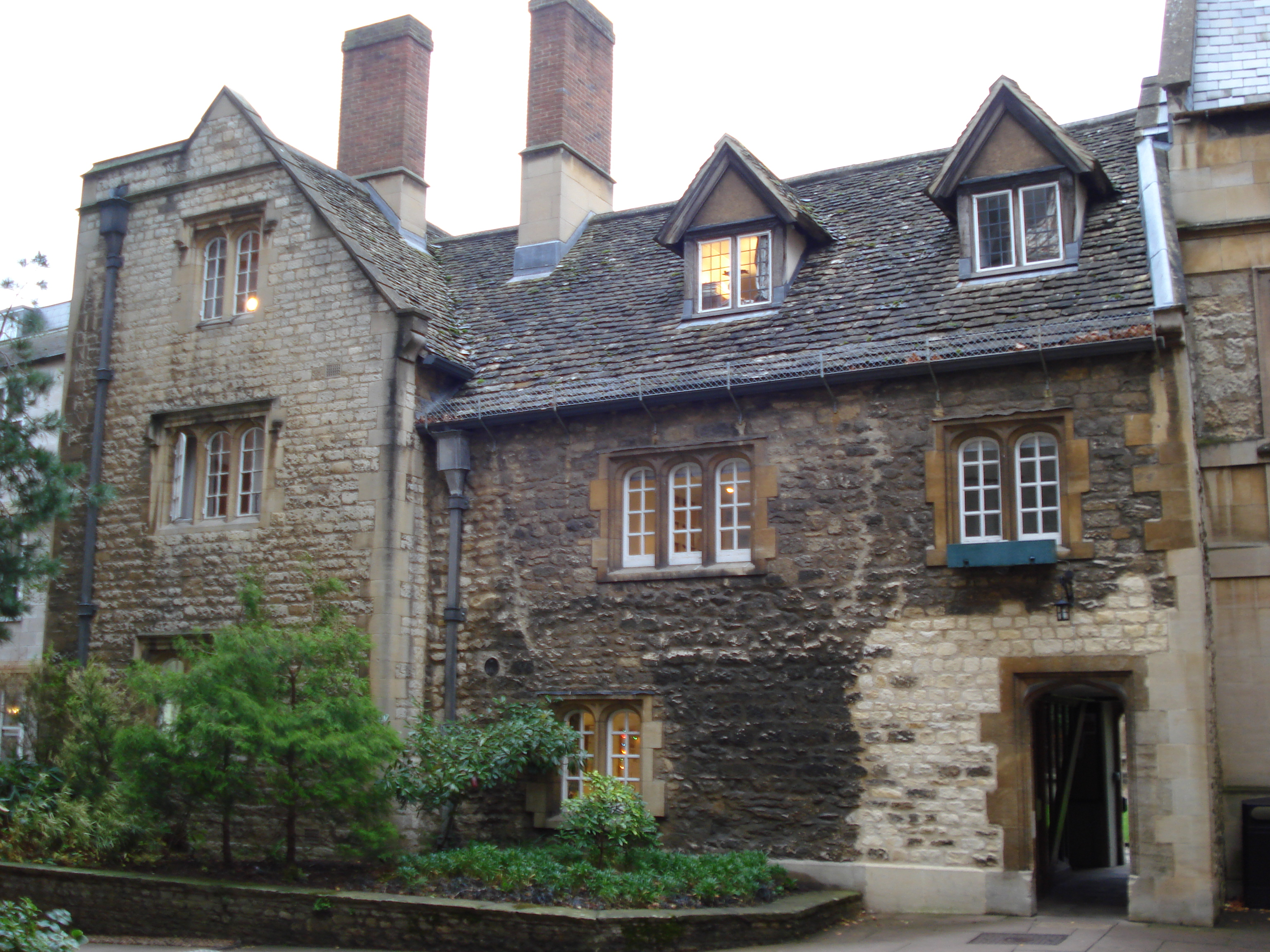
Byggnad som bland annat innehåller det gamla biblioteket från 1600-talet. Sedd från the Wolfson Dining Hall.

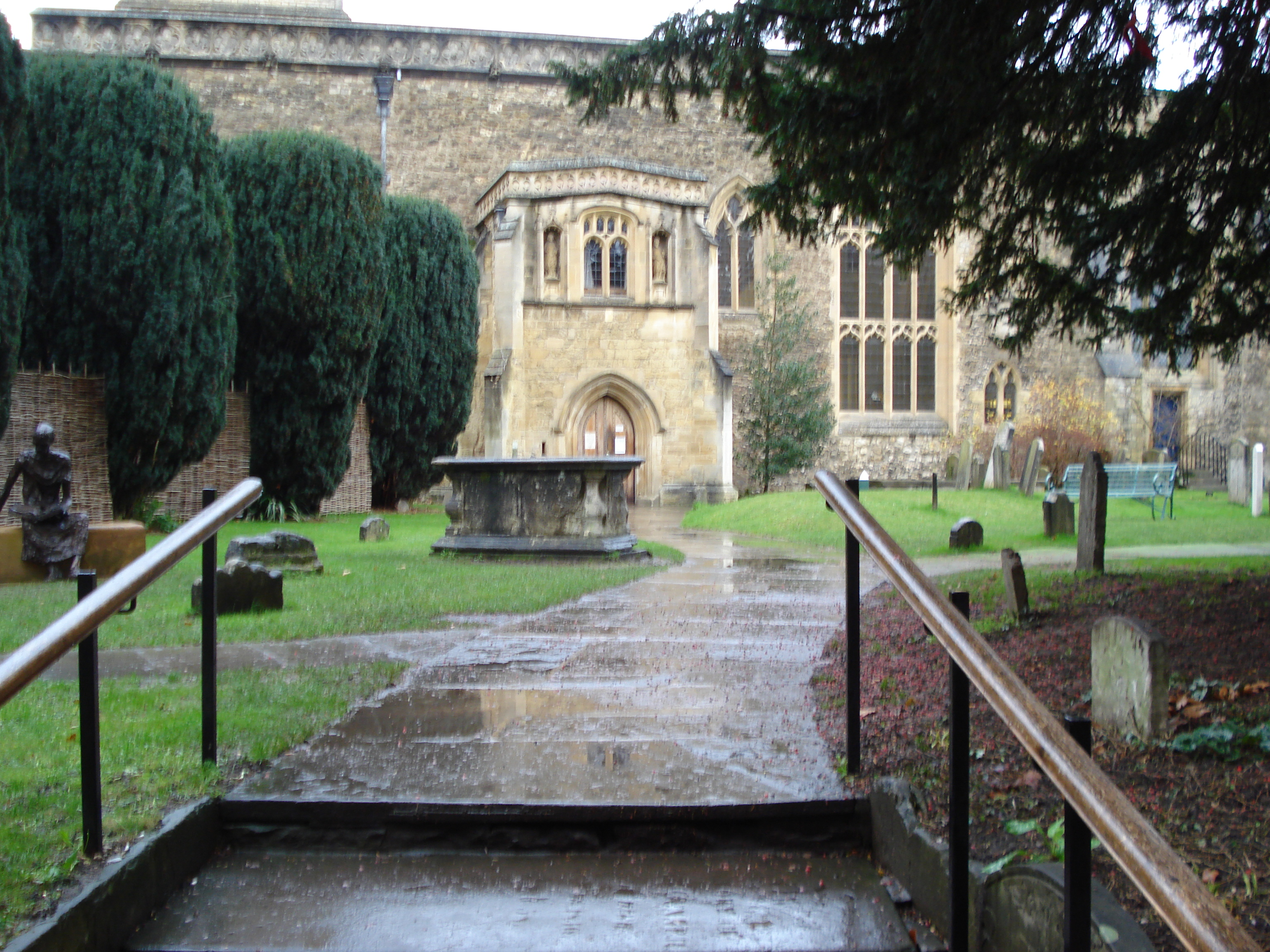
Den gamla kyrkan St Peter in the East från 1100-talet, numera bibliotek.

St Edmund Hall, också känt som Teddy Hall, är ett college vid Oxfords universitet. Colleget ligger vid Queen's Lane i centrala Oxford och har cirka 600 studenter. Colleget har anor sedan 1200-talet då St Edmund av Abingdon undervisade på platsen, men blev inte ett självständigt college förrän på 1950-talet. Innan dess hade St Edmund Hall varit en del av Queen's College.

## Kändaalumner
- Terry Jones, komiker och medlem av Monty Python
- Dan Abnett, författare
- Amitav Ghosh, författare
- Johanna Koljonen, författare och journalist
- Keir Starmer, politiker och Labourledare.